# Козачий острів
Коза́чий О́стрів — парк-пам'ятка садово-паркового мистецтва місцевого значення в Україні. Об'єкт розташований в місті Кропивницький Кіровоградської області. 
Площа — 3,2826 га, статус отриманий у 2018 році. 
Парк «Козачий Острів» розташований у районі проспекту Винниченка. Територія парку відмежована обвідним каналом та руслом річки Інгул і являє собою штучне паркове насадження. На території парку є  невеликий спортивний майданчик, що використовується місцевими мешканцями для занять фізичною культурою. Також парк є місцем прогулянок та відпочинку містян, тут відбуваються масові культурні та просвітницькі заходи. У парку «Козачий Острів» проводяться екскурсії навчальних закладів міста, а також практики студентів природничо-географічного факультету Центральноукраїнського державного педагогічного університету ім. Володимира Винниченка, що надає йому важливого пізнавального та наукового значення. Парк є цінним зразком паркового будівництва минулого століття, місцем існування низки видів рослин і тварин.

## Галерея

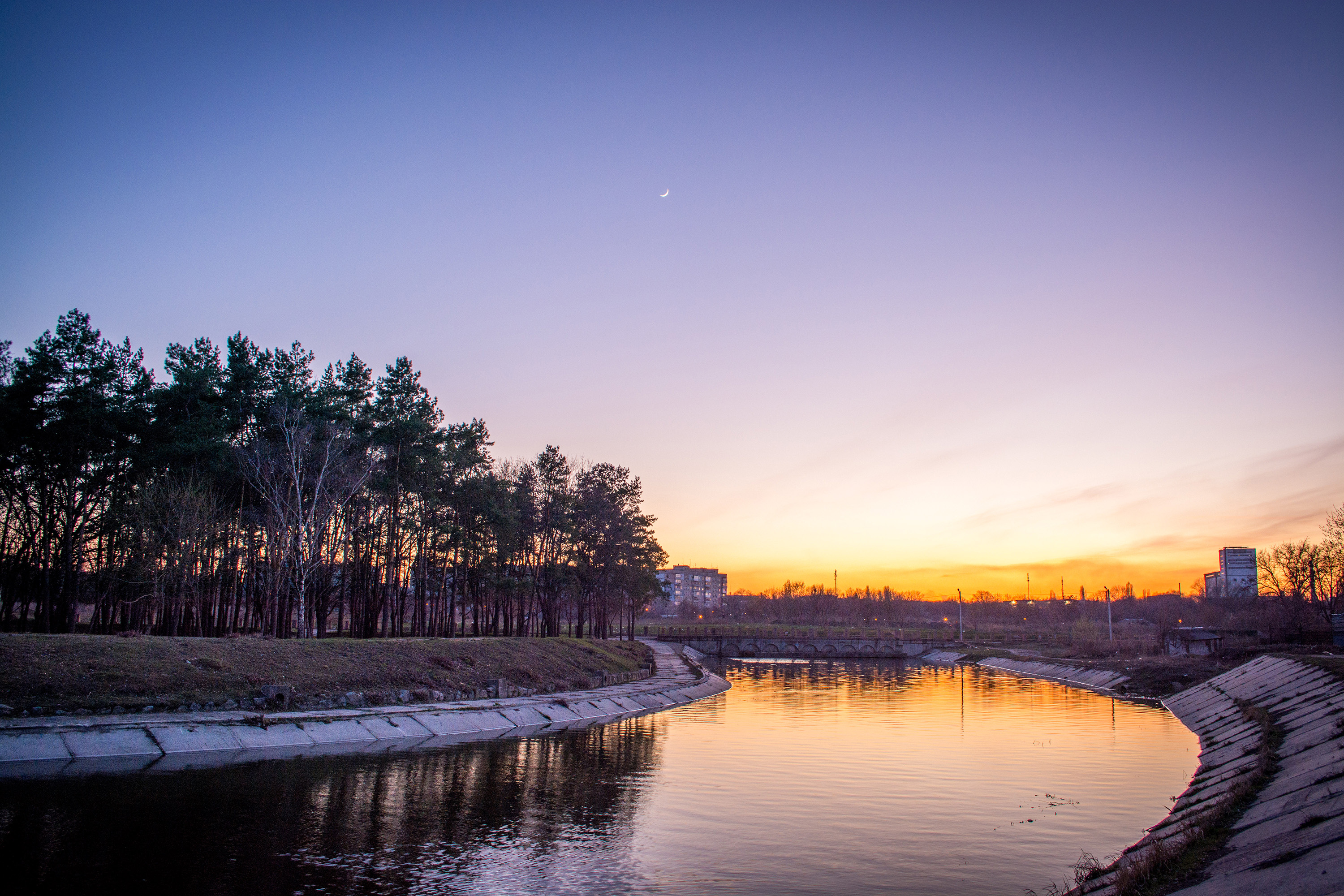
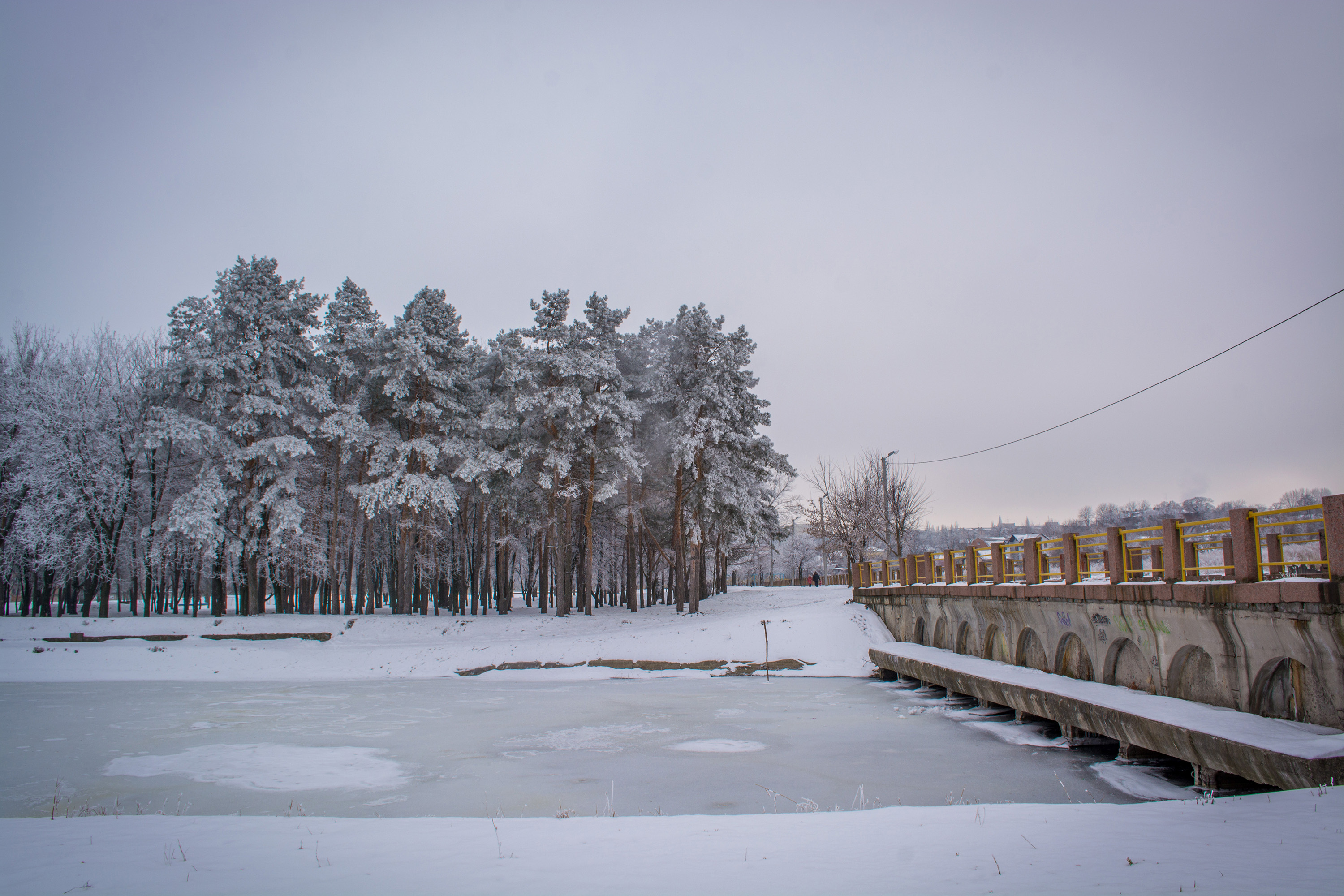